# Milseburgtunnel
Der Milseburgtunnel war ein Eisenbahntunnel der ehemaligen Bahnstrecke Götzenhof–Wüstensachsen nahe dem Berg Milseburg im hessischen Teil der Rhön. Bei dem 2003 erfolgten Umbau zum Bahntrassenradweg, dem sogenannten Milseburgradweg, wurde das 1172 Meter lange Bauwerk asphaltiert und mit einer Beleuchtung für Fußgänger und Radfahrer ausgestattet.

## Geographische Lage
Der Milseburgtunnel befindet sich im Landkreis Fulda und unterquert den Nordhang der Oberbernhardser Höhe (661 m ü. NN), einem bei Oberbernhards gelegenen Nordausläufer des Bergs Milseburg (835,2 m ü. NN), der rund 1,5 Kilometer südlich des Tunnels aufragt. Innerhalb des Naturparks Hessische Rhön liegt er im Biosphärenreservat Rhön am Scheitelpunkt der einstigen Bahnstrecke.
Das westliche Tunnelportal steht im Wald versteckt rund 2 km südsüdöstlich von Elters (ostsüdöstlicher Gemeindeteil von Hofbieber) etwa bei den geographischen Koordinaten 50° 33′ 41″ N, 9° 53′ 27″ O. Das östliche Portal wurde rund 450 Meter nordöstlich von Oberbernhards (westsüdwestlicher Gemeindeteil von Hilders) exakt bei den Koordinaten 50° 33′ 35″ N, 9° 54′ 26,4″ O erbaut.

## Geschichte
Der Tunnel wurde 1887 bis 1889 erbaut und 1890 in Betrieb genommen.
In der Karwoche des Jahres 1945, kurz vor Ende des Zweiten Weltkrieges, stand im bombensicheren Milseburgtunnel ein 400 Meter langer, von zwei Lokomotiven gezogener Zug des Oberkommandos der Wehrmacht (OKW) West mit hochrangigen Offizieren und Soldaten. Nachdem die US-Armee bei ihrem Vormarsch bereits Fulda erreicht hatte, suchten die deutschen Soldaten bei ihrem Rückzug von der Westfront Schutz in der Rhön, um eine Gegenwehr gegen die vorrückenden Amerikaner zu organisieren. Der Zug bestand aus Kommandoabteilen, Versorgungs- und Schlafwagen. Einquartierungen in den umliegenden Dörfern erfolgten. Auf der Maulkuppe wurde eine Funkstation errichtet, die die Verbindung zum OKW herstellen sollte. Um den Zug vor Tieffliegern zu schützen, wurden Flakgeschütze auf die Anhöhe von Danzwiesen gebracht. Tagsüber stand der Zug im Tunnel, nachts wurde er zur Frischluftversorgung herausgezogen. Dies blieb den Amerikanern nicht verborgen, die daraufhin mit Bombenabwürfen die Tunnelportale und die Bahnstrecke unbefahrbar zu machen versuchten. Als die verlegten Fernmeldekabel gekappt wurden, hatte Generalfeldmarschall Albert Kesselring im Zug keinen Kontakt mehr zur Außenwelt und den anderen Truppenteilen. In der Nacht zu Karfreitag verließ der Zug den Tunnel und fuhr Richtung Vacha. Am 6. April 1945 zogen die Amerikaner in Kleinsassen nahe dem Westportal des Tunnels ein, ohne dass es nennenswerte Schäden im Dorf gab.
1993 wurde der Bahnbetrieb eingestellt, 1995 die Gleise demontiert, 2003 erfolgte der Umbau der gesamten Bahnstrecke inklusive des Tunnels zum Radweg.

## Fledermäuse
Der Milseburgtunnel ist tagsüber beleuchtet (nachts nur Notbeleuchtung) und wird zur Sicherheit der Benutzer durch Videokameras überwacht. Im Tunnel befinden sich außerdem Notrufsäulen mit einer direkten Verbindung zur Polizeistation in Hilders. Er ist nur vom 15. April bis 31. Oktober geöffnet. In der übrigen Zeit dient er als Ruheort für Fledermäuse und ist zu deren Schutz gesperrt. Dann muss eine vier Kilometer lange Umleitung genutzt werden. Dies bedeutet 145 zusätzliche Höhenmeter aus Westen kommend beziehungsweise 112 zusätzliche Höhenmeter in der Gegenrichtung. Im Inneren des Tunnels herrschen fast konstant Temperaturen zwischen 8 und 10 °C.

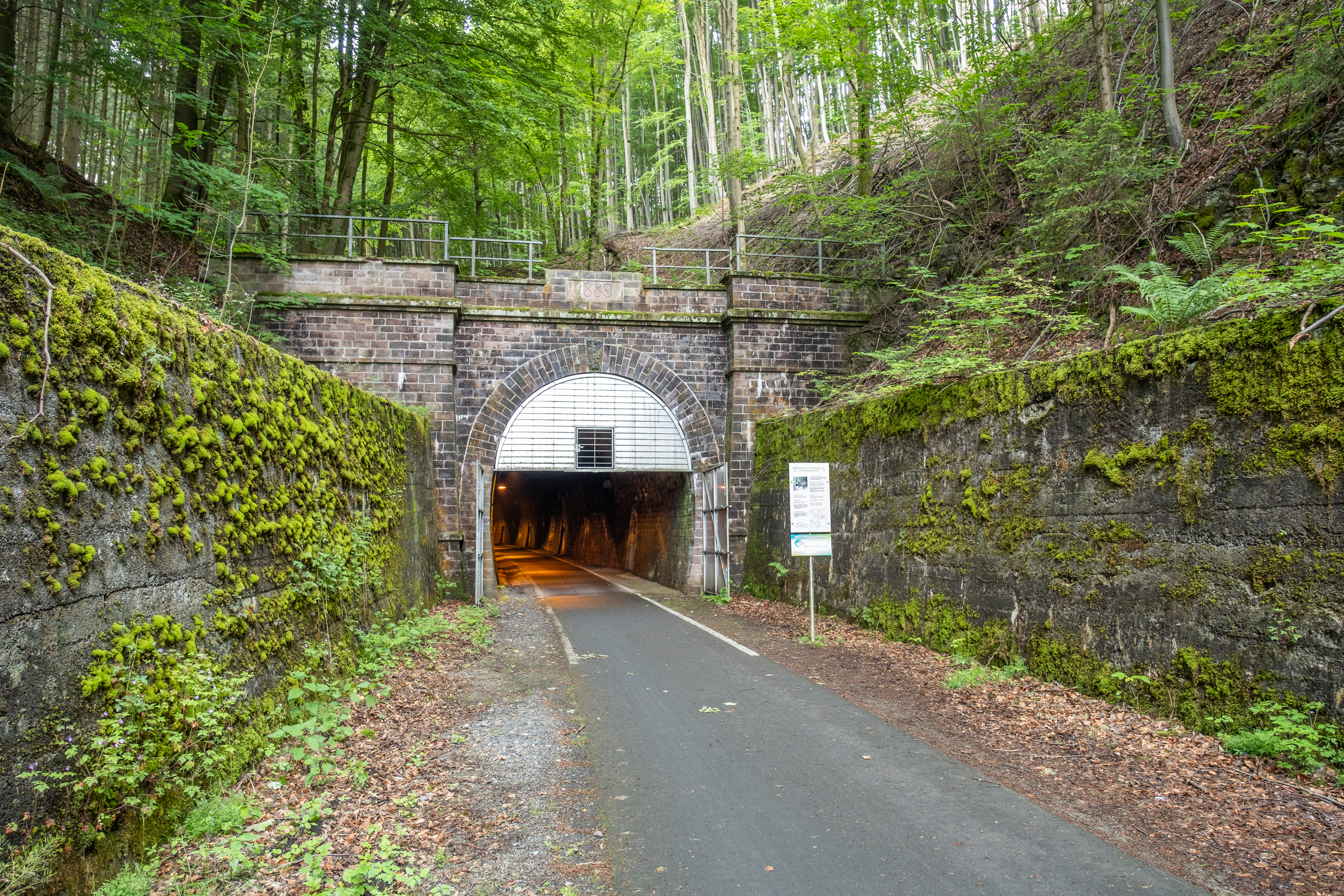
Westliches Tunnelportal
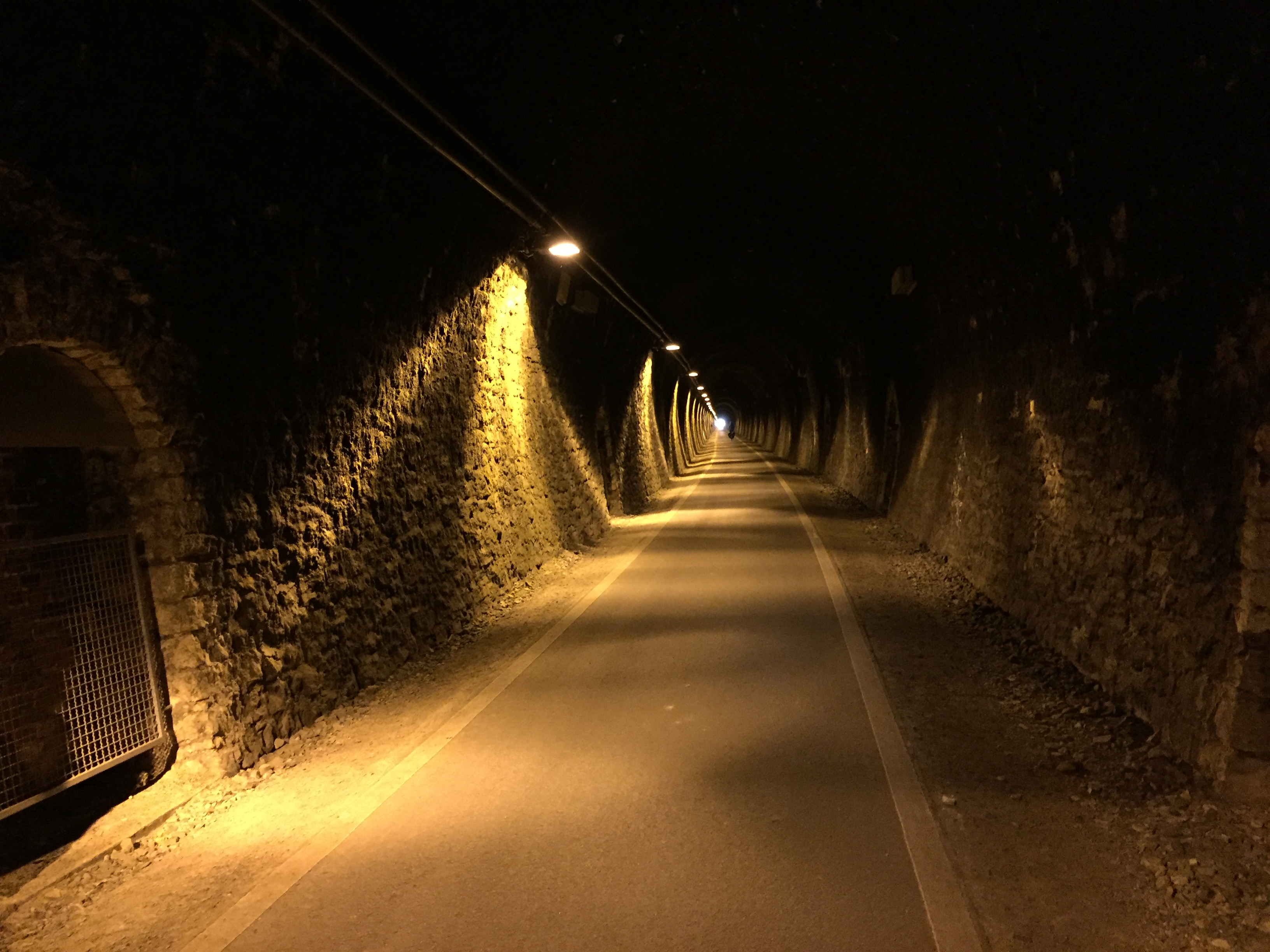
Blick in den beleuchteten Tunnel
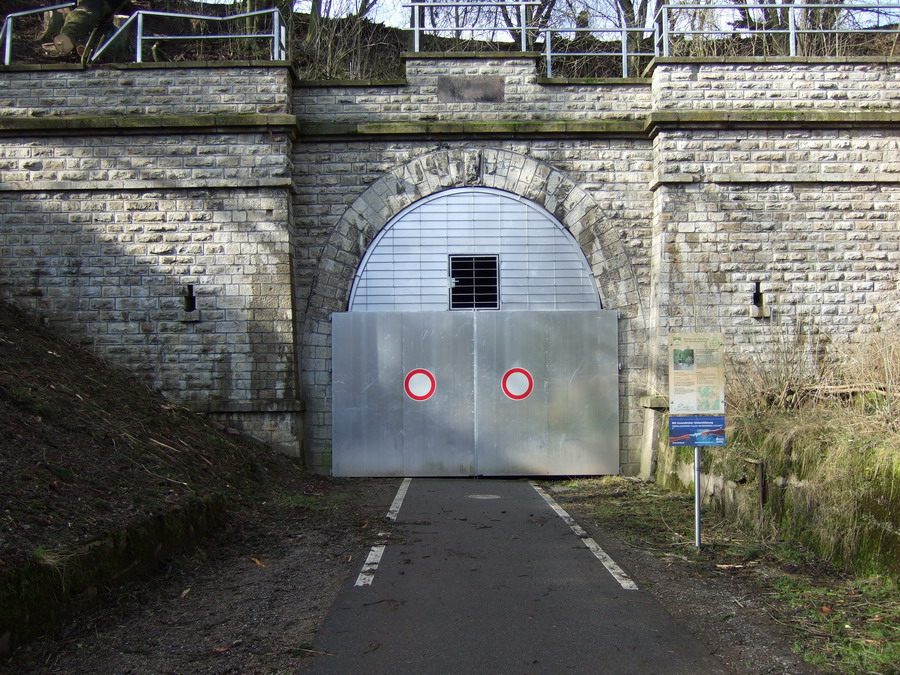
Wintersperre (Ostportal)
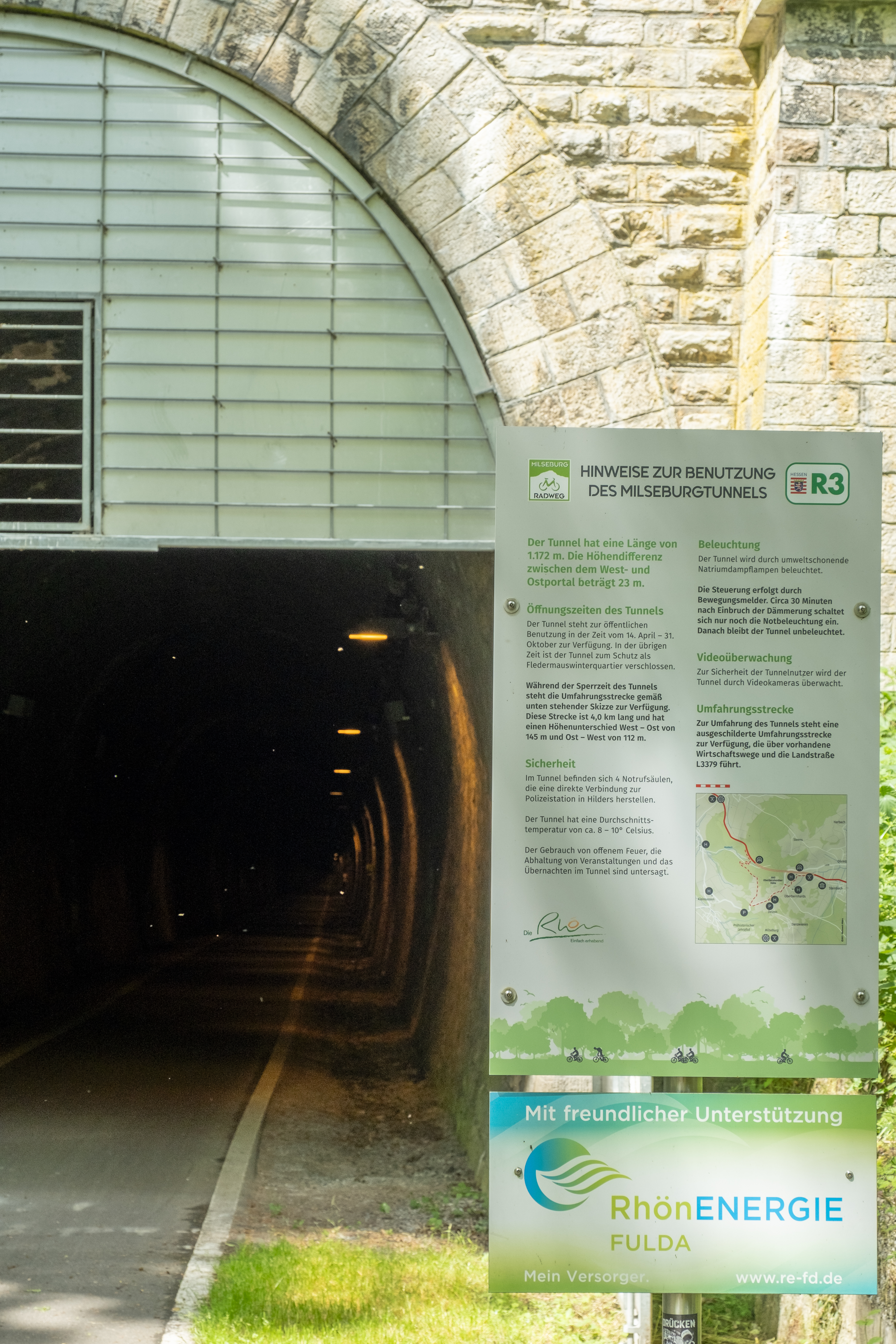
Hinweisschild am östlichen Tunnelportal